# 威远岛

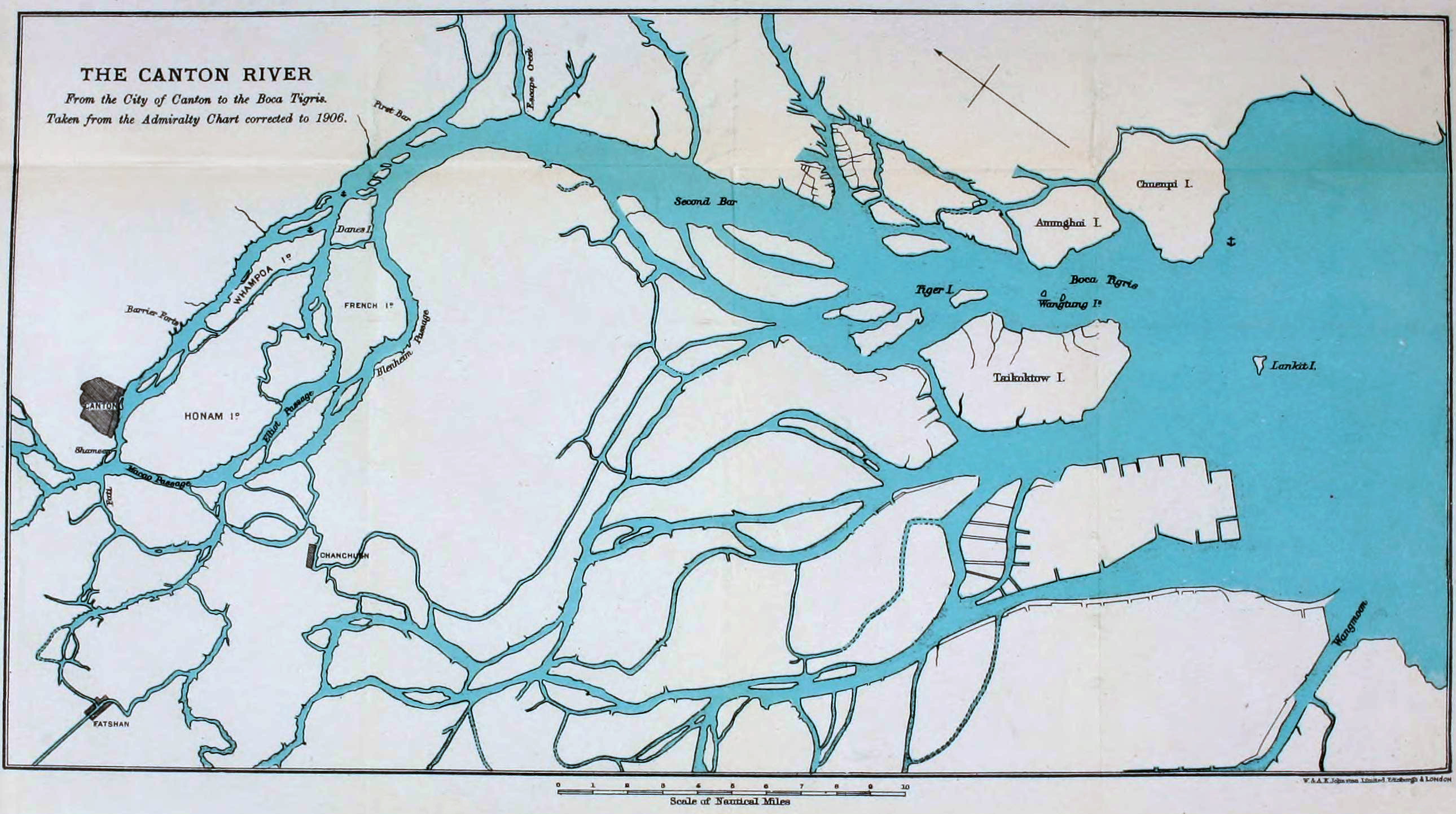
虎門一帶；其中地圖上的Anunghoy I.即為威远岛

威遠島，原稱阿娘鞋岛或亞娘鞋，是中華人民共和國廣東省东莞市虎门镇的一島，位於虎門以東，穿鼻以北。因島上有威遠礮臺，所以得名威遠島。島北有虎門寨，又叫鎮口，是虎門守軍的大本營。威远岛海岸线长约20公里，总面积29.31平方公里，其中陆地面积19.71平方公里，水域面积9.6平方公里。在威遠島面朝虎門之處，有一個灣叫安臣灣。